# Carme Coll i Truyol
Carme Coll i Truyol (Ferreries, Menorca, 7 de setembre de 1950) és una política i assessora en cooperació internacional. Fou alcaldessa de Mollet del Vallès (1983-1987), encapçalant la llista municipal del Partit Socialista Unificat de Catalunya (PSUC).
Va començar a treballar als catorze anys de perruquera en un establiment de Ciutadella (Menorca). Després de dos mesos d'empresonament a la presó de Mallorca, decideix traslladar-se a viure a Barcelona i a Madrid, i s'estableix definitivament a Mollet del Vallès l'any 1977, on ingressa al PSUC. Molt lligada a la política local i de partit, surt escollida regidora en les primeres eleccions municipals de 1979, celebrades el 3 d'abril. Durant el mandat del govern municipal d'Anna Bosch i Pareras, assumí successivament la regidoria d'Hisenda (1979), de Sanitat (1980) i, posteriorment, la d'Ensenyament (1981).
Degut a la renúncia de l'alcaldessa a presentar-se a la reelecció, Carme Coll fou escollida com a cap de llista de la candidatura municipal del PSUC en les eleccions municipals de 1983, celebrades el 8 de maig. La seva llista fou la segona més votada, per darrere dels socialistes, amb 3822 vots (24,51% del cens), obtenint-ne 6 regidors, i, després de formar un pacte de govern amb els regidors de CDC, fou escollida alcaldessa de Mollet del Vallès el 23 de maig de 1983. Durant el seu mandat municipal, la ciutat va adscriure's a la Federació de Municipis de Catalunya i va desenvolupar-se la política de normalització lingüística i el foment del català. Per altra banda, també destacà la reordenació de les taxes fiscals municipals, la construcció de diversos equipaments i serveis municipals, com per exemple, col·legis públics, l'Arxiu Històric Municipal, la recuperació i inauguració del Centre Cultural La Marineta, l'oficina municipal de serveis socioculturals, el servei de salut escolar, així com va arribar-se a un acord per instal·lar la futura acadèmia dels Mossos d'Esquadra a Mollet del Vallès.